# Dagbok från en motorcykel
Dagbok från en motorcykel är en biografisk dramafilm från 2004 i regi av Walter Salles efter manus av José Rivera, baserat på Ernesto "Che" Guevaras dagböcker från 1950-talet, från tiden innan Ernesto Guevara de la Serna blev revolutionären Che Guevara. Dagböckerna finns utgivna i bokform med titeln Dagbok från en motorcykel (1993). Huvudrollerna i filmen spelas av Gael García Bernal och Rodrigo de la Serna.

## Handling
Filmen följer Ernesto Guevara de la Serna (Gael García Bernal) när han och vännen Alberto Granado (Rodrigo de la Serna) färdas genom Sydamerika på motorcykel. På vägen upptäcker de sociala orättvisor. Motorcykeln som de färdas på är en Norton på 500 kubik, av Che döpt till "La Poderosa" (den mäktige).

## Rollista i urval
- Gael García Bernal – Ernesto Guevara de la Serna
- Rodrigo de la Serna – Alberto Granado
- Mía Maestro – Chichina Ferreyra
- Mercedes Morán – Celia de la Serna
- Jean Pierre Noher – Ernesto Guevara Lynch

## Utmärkelser
- 77th Academy Awards: Oscar för bästa sång: Al otro lado del río från Jorge Drexler.